# Jolanta Leszczyńska
Jolanta Leszczyńska, z domu Rojek (ur. 1 stycznia 1966 we Włocławku) – polska szachistka.

## Kariera szachowa
Na przełomie lat 70. i 80. XX wieku należała do ścisłej czołówki polskich juniorek. Wielokrotnie startowała w finałach mistrzostw Polski w różnych kategoriach wiekowych, medale zdobywając w latach 1979 (Radom, brązowy), 1980 (Chełmno, złoty – oba w kategorii do 17 lat), 1981 (Chorzów, srebrny), 1982 (Częstochowa, srebrny – oba w kategorii do 20 lat) oraz 1987 (Augustów, brązowy – w kategorii do 23 lat).
W 1981 r. osiągnęła największy sukces w karierze, zdobywając w Bognor Regis tytuł wicemistrzyni świata juniorek do 16 lat (mistrzynią została wówczas późniejsza mistrzyni świata kobiet, Zsuzsa Polgár). W latach 1981–1986 czterokrotnie wystąpiła w finałach indywidualnych mistrzostw Polski, najlepsze wyniki osiągając w Sandomierzu (1985, VI m.) oraz w Koninie (1986, VII m.).
Posiada tytuł kandydatki na mistrzynię, który otrzymała w 1980 roku. Najwyższy ranking w karierze osiągnęła 1 stycznia 1987 r., z wynikiem 2130 punktów zajmowała wówczas 15. miejsce wśród polskich szachistek. Od 1990 r. w turniejach klasyfikowanych przez FIDE występowała bardzo rzadko, jedynie w 2006 r. rozgrywając kilkadziesiąt klasyfikowanych partii.